# 20069 Monyer
A 20069 Monyer (ideiglenes jelöléssel (20069) 1993 TD37) a Naprendszer kisbolygóövében található aszteroida. Eric Walter Elst fedezte fel 1993. október 9-én.